# نحل العسل الشرقي
تعد تربية النحل الشرقي تقليداً سائداً في شرق أسيا مثل الهند والصين واليابان منذ أكثر من 4500 سنة غير إنه ونتيجة للتقنيات والطرق الحديثة في مجال تربية النحل ونظراً لتفوق نوع النحل الغربي من حيث الإنتاج والإستقرار استطاع هذا النوع أن يسيطر على المناطق التي كانت مناطق تربية وانتشار النحل الشرقي سابقاً.
ففي الصين مثلاً يمثل النحل الغربي حوالي خمسة ملايين طائفة من أصل ستة ملايين طائفة مربية هناك، أما في اليابان فقد حل النحل الغربي تماماً في التربية محل النحل الشرقي حيث لا يوجد هذا الأخير إلا في بعض المناطق الجبلية البعيدة هناك.
غير إن النحل الشرقي أثبت تأقلماً جيداً وكفاءة أكثر من النحل الغربي في المناطق الحارة حيث يعاني الأخير من الأمراض ومشاكل الدبابير والطيور، وينتشر هذا النوع حالياً في الصين والهند وكوريا واليابان وماليزيا ونيبال وبنغلاديش وبابوا غينيا الجديدة .